# Liste der Baudenkmäler in Moorenweis

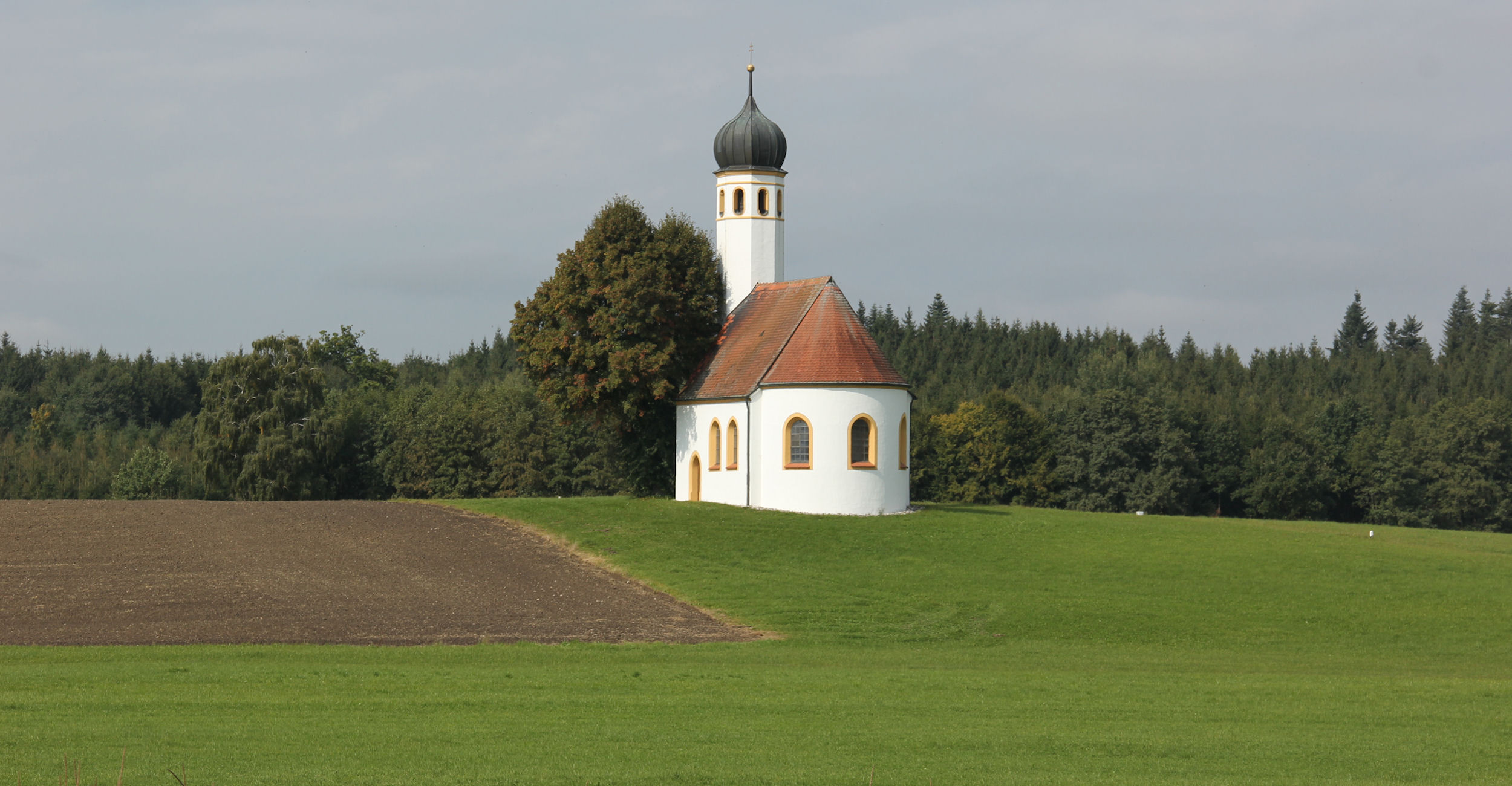
Kapelle St. Margareth in Weißenzell

Auf dieser Seite sind die Baudenkmäler in der oberbayerischen Gemeinde Moorenweis zusammengestellt. Diese Tabelle ist eine Teilliste der Liste der Baudenkmäler in Bayern. Grundlage ist die Bayerische Denkmalliste, die auf Basis des Bayerischen Denkmalschutzgesetzes vom 1. Oktober 1973 erstmals erstellt wurde und seither durch das Bayerische Landesamt für Denkmalpflege geführt wird. Die folgenden Angaben ersetzen nicht die rechtsverbindliche Auskunft der Denkmalschutzbehörde.

## Baudenkmäler nach Ortsteilen

### Moorenweis
| Lage                            | Objekt                                                       | Beschreibung | Akten-Nr.     | Bild                                                       |
| ------------------------------- | ------------------------------------------------------------ | --- | ------------- | ---------------------------------------------------------- |
| Eismerszeller Straße (Standort) | Katholische Kapelle St. Maria, sogenannte Pestkapelle        | Putzbau mit barocker Fassadengliederung, wohl 18. Jahrhundert | D-1-79-138-2  | weitere Bilder                                             |
| Eismerszeller Straße (Standort) | Fragment eines Sühnekreuzes, sogenannter Peststein           | wohl spätmittelalterlich | D-1-79-138-3  | Fragment eines Sühnekreuzes, sogenannter Peststein         |
| Kirchstraße (Standort)          | Kruzifix                                                     | neugotisches eisernes Kreuz mit gusseisernem Corpus, 2. Hälfte 19. Jahrhundert | D-1-79-138-33 | Kruzifix                                                   |
| Landsberger Straße 2 (Standort) | Gasthof zur Alten Post                                       | zweigeschossiger Traufseitbau mit seitlichem Zwerchgiebel und Erkern, bezeichnet 1898; mit Ausstattung; Wirtshausstadel, erdgeschossiger Satteldachbau mit Kniestock, im Kern 18. Jahrhundert | D-1-79-138-29 | Gasthof zur Alten Post                                     |
| Lindenstraße (Standort)         | Marienmonument                                               | neugotische Ädikula auf hohem Sockel mit Marienfigur, errichtet 1870/80, mit zwei angefügten Inschriftentafeln um 1920 zum Kriegerdenkmal erweitert | D-1-79-138-4  | Marienmonument                                             |
| Lindenstraße 6 (Standort)       | Wohnteil des ehemaligen Bauernhauses                         | zweigeschossiger Putzbau mit Satteldach und spätklassizistischer Haustür, 1812 | D-1-79-138-30 | weitere Bilder                                             |
| Lindenstraße 13 (Standort)      | Wohnhaus des Dreiseithofes                                   | zweigeschossiger Putzbau mit Satteldach und neugotischer Eingangstür, bezeichnet 1864, Umbau Ende 19. Jahrhundert | D-1-79-138-31 | Wohnhaus des Dreiseithofes                                 |
| Lindenstraße 15 (Standort)      | Katholische Pfarrkirche St. Sixtus                           | barocker Saalbau mit eingezogener Apsis und Nordturm mit Zwiebelhaube, Neubau von Joseph Schmuzer, 1718; mit Ausstattung; Leichenhalle, spätklassizistischer Walmdachbau mit Mittelrisalit, letztes Viertel 19. Jahrhundert | D-1-79-138-1  | weitere Bilder                                             |
| Ringstraße 9 (Standort)         | Wohnhaus, ehemals mit Schreinerei, Tenne, Stall und Heuboden | hakenförmige zweigeschossige Anlage mit Satteldach, in Formen des Jugendstils erbaut durch Michael Wörle, 1912; Werkstattgebäude und Stadel, erdgeschossiger Holzbau mit Satteldach, gleichzeitig | D-1-79-138-34 | weitere Bilder                                             |
| Ringstraße 26 (Standort)        | Ehemaliger Pfarrhof, ursprünglich große vierseitige Anlage   | Ehemaliges Pfarrhaus, barocker zweigeschossiger Putzbau mit hohem Satteldach, wohl 17. Jahrhundert, rückwärtiger Anbau des 19. Jahrhunderts; Ehemaliges Wasch- und Backhaus, erdgeschossiger Massivbau mit Halbwalmdach, 18. Jahrhundert; Ehemaliges Nebengebäude, erdgeschossiger Satteldachbau, 19. Jahrhundert; Reste der massiven Einfriedung und Toreinfahrt, 18. Jahrhundert | D-1-79-138-5  | Ehemaliger Pfarrhof, ursprünglich große vierseitige Anlage |

### Albertshofen
| Lage                      | Objekt                              | Beschreibung | Akten-Nr.    | Bild                                |
| ------------------------- | ----------------------------------- | --- | ------------ | ----------------------------------- |
| Albertshofen 6 (Standort) | Katholische Filialkirche St. Lorenz | kleiner Saalbau mit polygonalem Chorschluss und massivem Dachreiter, 15. Jahrhundert, Barockisierung bezeichnet 1765; mit Ausstattung | D-1-79-138-6 | Katholische Filialkirche St. Lorenz |

### Brandenberg
| Lage                     | Objekt                                | Beschreibung | Akten-Nr.     | Bild           |
| ------------------------ | ------------------------------------- | --- | ------------- | -------------- |
| Brandenberg 6 (Standort) | Dreiseithof                           | Wohnstallhaus, zweigeschossiger Satteldachbau mit Rossstall, 18./19. Jahrhundert; Stallstadel, langgestreckter erdgeschossiger Massivbau mit Kniestock und flachem Satteldach, 19. Jahrhundert; Remise mit kleiner Wohneinheit, eingeschossiger verputzter Ziegelbau mit Greddach, 2. Hälfte 19. Jahrhundert | D-1-79-138-35 | weitere Bilder |
| Brandenberg 8 (Standort) | Katholische Kapelle Mariä Heimsuchung | Putzbau mit eingezogener Apsis und massivem Dachreiter, im Kern gotisch, 1880 neugotisch umgestaltet; mit Ausstattung | D-1-79-138-7  | weitere Bilder |

### Dünzelbach
| Lage                                                     | Objekt                                      | Beschreibung | Akten-Nr.     | Bild                                 |
| -------------------------------------------------------- | ------------------------------------------- | --- | ------------- | ------------------------------------ |
| Lindbichl 7 (früher Dünzelbach 123) (Standort)           | Wohnteil der ehemaligen Getreidemühle       | zweigeschossiger verputzter Ziegelbau mit Satteldach, Mitte 19. Jahrhundert; mit Mühlenausstattung | D-1-79-138-40 | weitere Bilder                       |
| St.-Nikolaus-Straße (Standort)                           | Ehemalige Milchsammelstelle                 | kleiner erhöhter Putzbau mit doppelläufiger Laderampe und teilweise vorgezogenem Satteldach, um 1920 | D-1-79-138-55 | Ehemalige Milchsammelstelle          |
| St.-Nikolaus-Straße 17 (früher Dünzelbach 35) (Standort) | Ehemaliges Bauernhaus                       | zweigeschossiger Einfirsthof mit Greddach, letztes Drittel 19. Jahrhundert | D-1-79-138-36 | Ehemaliges Bauernhaus                |
| St.-Nikolaus-Straße (früher Dünzelbach 50) (Standort)    | Ehemaliges Bauernhaus                       | zweigeschossiger Einfirsthof mit Greddach, 18. Jahrhundert – jetzt St.-Nikolaus-Str. 28 | D-1-79-138-37 | Ehemaliges Bauernhaus                |
| St.-Nikolaus-Straße 41 (früher Dünzelbach 55) (Standort) | Wohnteil des ehemaligen Bauernhauses        | zweigeschossig mit Satteldach und verzierter Haustür, um 1870/80 | D-1-79-138-38 | Wohnteil des ehemaligen Bauernhauses |
| St.-Nikolaus-Straße (früher Dünzelbach 83) (Standort)    | Ehemaliger Pfarrhof                         | Ehemaliges Pfarrhaus, zweigeschossiger Satteldachbau mit Putzgliederung, 1822; Ehemaliges Nebengebäude, zweigeschossiger kubischer Walmdachbau mit spätbarockem Zierputz, 1799; Ehemaliger Pfarrstadel, langgestreckter Ziegelbau mit Satteldach und illusionistischer Ziegelmalerei, 3. Viertel 19. Jahrhundert | D-1-79-138-9  | weitere Bilder                       |
| St.-Nikolaus-Straße (früher Dünzelbach 85) (Standort)    | Katholische Pfarrkirche St. Nikolaus        | Saalbau mit dreiseitig geschlossenem Chor und Nordturm mit Zinnenbekrönung, spätgotischer Chor um 1500, Langhaus 1. Hälfte 18. Jahrhundert, im 18. Jahrhundert barockisiert; mit Ausstattung | D-1-79-138-8  | weitere Bilder                       |
| St.-Nikolaus-Straße (früher Dünzelbach 87) (Standort)    | Ehemaliges Gräflich Törring'sches Forsthaus | zweigeschossiger Putzbau mit steilem Satteldach, nach 1765 | D-1-79-138-10 | weitere Bilder                       |
| St.-Nikolaus-Straße (früher Dünzelbach 142) (Standort)   | Ehemaliger Bauernhof                        | zweigeschossiger Einfirsthof mit Satteldach, 18. Jahrhundert, 2. Hälfte 19. Jahrhundert umgestaltet | D-1-79-138-41 | Ehemaliger Bauernhof                 |

### Eismerszell
| Lage                           | Objekt                             | Beschreibung | Akten-Nr.     | Bild                  |
| ------------------------------ | ---------------------------------- | --- | ------------- | --------------------- |
| Maisachweg 3 (Standort)        | Ehemaliges Bauernhaus              | zweigeschossiger Einfirsthof mit Putzgliederungen und spätklassizistischer Haustür, 18./19. Jahrhundert                                                                                   | D-1-79-138-43 | Ehemaliges Bauernhaus |
| St.-Georg-Straße 22 (Standort) | Katholische Filialkirche St. Georg | barocker Saalbau mit eingezogener Apsis und Westturm mit Zwiebelhaube, Neubau unter Verwendung der mittelalterlichen Langhausmauer nach Plänen von Joseph Schmuzer, 1739; mit Ausstattung | D-1-79-138-11 | weitere Bilder        |
| Ziegelstadelfeld (Standort)    | Feldkapelle                        | kleiner historisierender Putzbau mit flachem Satteldach und dreiseitig schließendem Chor, modern bezeichnet 1800                                                                          | D-1-79-138-12 | Feldkapelle           |

### Grunertshofen
| Lage                                       | Objekt                             | Beschreibung | Akten-Nr.     | Bild           |
| ------------------------------------------ | ---------------------------------- | --- | ------------- | -------------- |
| Hauptstraße 15 (Standort)                  | Marienmonument                     | neugotische Ädikula auf Postament mit Marienfigur, um 1874, um 1920 zum Kriegerdenkmal erweitert | D-1-79-138-14 | Marienmonument |
| Von-Pfetten-Füll-Straße 1 u. 1a (Standort) | Ehemaliges Hofmarksschloss         | schlichter dreigeschossiger Bau mit abgewalmtem Dach, 1601 erbaut, nach Westen angeschlossene ehemalige Knabenerziehungsanstalt, jetzt Landschulheim, neubarocke Zweiflügelanlage mit Schweifgiebelzwerchhäusern und Walmdächern, einbezogene Hauskapelle mit Dachreiter, erbaut 1910/11; Einfriedung, neubarock, 1910/11 | D-1-79-138-15 | weitere Bilder |
| Von-Pfetten-Füll-Straße 3 (Standort)       | Katholische Pfarrkirche St. Lorenz | spätgotischer Saalbau mit eingezogenem Polygonalchor und Nordturm mit Zwiebelhaube, 15. Jahrhundert, ausgebaut 1603, barockisiert 1754/58; mit Ausstattung | D-1-79-138-13 | weitere Bilder |
| Von-Pfetten-Füll-Straße 4 (Standort)       | Ehemaliges Pfarrhaus des Pfarrhofs | zweigeschossiger verputzter Satteldachbau, 18. Jahrhundert, im Kern 17. Jahrhundert | D-1-79-138-44 | weitere Bilder |

### Hohenzell
| Lage                   | Objekt                                     | Beschreibung | Akten-Nr.     | Bild           |
| ---------------------- | ------------------------------------------ | --- | ------------- | -------------- |
| Hohenzell 4 (Standort) | Katholische Filialkirche Mariä Heimsuchung | im Kern spätgotischer Saalbau mit eingezogenem dreiseitig geschlossenem Chor und massivem Dachreiter mit Zwiebelhaube, 1751 barockisiert; mit Ausstattung | D-1-79-138-16 | weitere Bilder |

### Langwied
| Lage                  | Objekt                                      | Beschreibung | Akten-Nr.              | Bild                  |
| --------------------- | ------------------------------------------- | --- | ---------------------- | --------------------- |
| Langwied 1 (Standort) | Ehemalige Wassermühle                       | zweigeschossiger Putzbau mit Satteldach, 18. Jahrhundert | D-1-79-138-45          | Ehemalige Wassermühle |
| Langwied 3 (Standort) | Katholische Filialkirche St. Peter und Paul | im Kern gotischer Saalbau mit eingezogenem Polygonalchor und massivem Dachreiter mit Zwiebelhaube, barocke Umgestaltung Mitte 17. Jahrhundert; mit Ausstattung | D-1-79-138-18 Wikidata | weitere Bilder        |
| Langwied 3 (Standort) | Kapelle (sogenannte Pestkapelle)            | historisierender kleiner Putzbau mit steilem Satteldach und Pilastergliederung, 18. Jahrhundert                                                                | D-1-79-138-19          | weitere Bilder        |

### Luidenhofen
| Lage                                     | Objekt                                             | Beschreibung                                                                    | Akten-Nr.     | Bild                                               |
| ---------------------------------------- | -------------------------------------------------- | ------------------------------------------------------------------------------- | ------------- | -------------------------------------------------- |
| In Luidenhofen; Luidenhofen 1 (Standort) | Katholische Kapelle St. Michael, ehemals St. Maria | kleiner verputzter Saalbau mit dreiseitig geschlossenem Chor und Westturm, 1866 | D-1-79-138-20 | Katholische Kapelle St. Michael, ehemals St. Maria |

### Purk
| Lage               | Objekt                               | Beschreibung | Akten-Nr.     | Bild                                 |
| ------------------ | ------------------------------------ | --- | ------------- | ------------------------------------ |
| Purk 41 (Standort) | Ehemaliger Pfarrhof                  | Ehemaliges Pfarrhaus, zweigeschossiger kubischer Walmdachbau mit Putzgliederung, im Maximiliansstil, 1842; Ehemalige Pfarrscheune, langgestreckter Stallstadel mit flachem Satteldach, Mitte 19. Jahrhundert | D-1-79-138-46 | weitere Bilder                       |
| Purk 62 (Standort) | Katholische Pfarrkirche Heilig Kreuz | spätgotischer Saalbau mit stark eingezogenem Polygonalchor, Westturm und angefügter Sakristei, barockisiert im 18. Jahrhundert, stark verändert im 19. Jahrhundert; mit Ausstattung                          | D-1-79-138-21 | Katholische Pfarrkirche Heilig Kreuz |

### Römertshofen
| Lage                       | Objekt                              | Beschreibung                                                                                     | Akten-Nr.     | Bild                                |
| -------------------------- | ----------------------------------- | ------------------------------------------------------------------------------------------------ | ------------- | ----------------------------------- |
| In Römertshofen (Standort) | Kapelle St. Maria Rosenkranzkönigin | neugotischer Putzbau mit dreiseitigem Chorschluss und massivem Dachreiter, 1858; mit Ausstattung | D-1-79-138-22 | Kapelle St. Maria Rosenkranzkönigin |
| Römertshofen 5 (Standort)  | Ehemaliger Gasthof Lipp             | zweigeschossiger verputzter Satteldachbau, 1835                                                  | D-1-79-138-47 | weitere Bilder                      |

### Steinbach
| Lage                    | Objekt                                   | Beschreibung | Akten-Nr.     | Bild                               |
| ----------------------- | ---------------------------------------- | --- | ------------- | ---------------------------------- |
| Anger (Standort)        | Feldkapelle St. Ulrich                   | verputzte Nischenkapelle mit profiliertem Traufgesims, 2. Hälfte 19. Jahrhundert                                                                                     | D-1-79-138-24 | Feldkapelle St. Ulrich             |
| Steinbach 20 (Standort) | Ehemalige Ortstafel                      | der Gemeinde Steinbach, gusseisern, um 1860/70 | D-1-79-138-50 | Ehemalige Ortstafel                |
| Steinbach 22 (Standort) | Marienkapelle                            | historisierender Backsteinbau mit Eckgliederung und Dachreiter, im Inneren Lourdesgrotte, 1893                                                                       | D-1-79-138-48 | weitere Bilder                     |
| Steinbach 29 (Standort) | Ehemaliges Bauernhaus                    | erdgeschossiger Satteldachbau mit Putzgliederung, 1739 | D-1-79-138-25 | weitere Bilder                     |
| Steinbach 37 (Standort) | Pfarrhaus des ehemaligen Pfarrhofs       | zweigeschossiger Putzbau mit Steilsatteldach und Lisenengliederungen, 1724, 1793 erneuert                                                                            | D-1-79-138-26 | Pfarrhaus des ehemaligen Pfarrhofs |
| Steinbach 59 (Standort) | Katholische Pfarrkirche St. Bartholomäus | Saalbau mit spätgotischem eingezogenem Polygonalchor und Turmerdgeschoss, 1484, barockes Langhaus und polygonaler Südturm mit Zwiebelhaube, 1680/81; mit Ausstattung | D-1-79-138-23 | weitere Bilder                     |

### Weißenzell
| Lage              | Objekt                | Beschreibung | Akten-Nr.     | Bild           |
| ----------------- | --------------------- | --- | ------------- | -------------- |
| Fellen (Standort) | Kapelle St. Margareth | kleiner verputzter Saalbau mit leicht eingezogenem Polygonalchor und Westturm mit Zwiebelhaube, 17./18. Jahrhundert, im Kern älter; mit Ausstattung | D-1-79-138-51 | weitere Bilder |

### Windach
| Lage                 | Objekt                                        | Beschreibung | Akten-Nr.     | Bild           |
| -------------------- | --------------------------------------------- | --- | ------------- | -------------- |
| Windach 5 (Standort) | Katholische Filialkirche St. Johannes Baptist | im Kern spätgotischer kleiner Saalbau mit dreiseitigem Chorschluss und Westturm mit Spitzhelm, 2. Hälfte 17. Jahrhundert teilweise erneuert, Anbau einer Kapelle 1678; mit Ausstattung | D-1-79-138-27 | weitere Bilder |

### Zell
| Lage               | Objekt                                                     | Beschreibung | Akten-Nr.     | Bild                                                       |
| ------------------ | ---------------------------------------------------------- | --- | ------------- | ---------------------------------------------------------- |
| In Zell (Standort) | Katholische Filialkirche St. Sebastian                     | kleiner barocker Saalbau mit eingezogenem gotischem Polygonalchor des Vorgängerbaus und Westturm mit Spitzhelm, wohl 1688 neu errichtet; mit Ausstattung | D-1-79-138-28 | weitere Bilder                                             |
| Zell 4 (Standort)  | Wohnhaus eines ehemaligen Dreiseithofes (Beim Schatzbauer) | zweigeschossiger Putzbau mit Gliederungen und Satteldach, 1. Hälfte 19. Jahrhundert                                                                      | D-1-79-138-52 | Wohnhaus eines ehemaligen Dreiseithofes (Beim Schatzbauer) |

## Ehemalige Baudenkmäler
In diesem Abschnitt sind Objekte aufgeführt, die früher einmal in der Denkmalliste eingetragen waren, jetzt aber nicht mehr. Objekte, die in anderem Zusammenhang – also z. B. als Teil eines Baudenkmals – weiter eingetragen sind, sollen hier nicht aufgeführt werden. Aktennummern in diesem Abschnitt sind ehemalige, jetzt nicht mehr gültige Aktennummern.

| Lage                                                           | Objekt                   | Beschreibung                                     | Akten-Nr. | Bild           |
| -------------------------------------------------------------- | ------------------------ | ------------------------------------------------ | --------- | -------------- |
| Moorenweis Lindenstraße 16 (Standort)                          | Haustür                  | Neurenaissancetür, bezeichnet 1875               |           | BW             |
| Eismerszell St.-Michael-Straße 2 (Standort)                    | Haustür                  | neugotische Flachschnitzerei, 1864               |           | Haustür        |
| Hohenzell Oberfeld (ca. 500 m westlich in der Flur) (Standort) | Bildstock                | wohl 18. Jahrhundert                             |           | weitere Bilder |
| Steinbach Steinbach 42 (Standort)                              | Ehemaliges Tagwerkerhaus | erdgeschossig, Satteldach, Mitte 19. Jahrhundert |           | BW             |